# Luca Baldini
Luca Baldini (Messina, 10 ottobre 1976) è un ex nuotatore italiano, specializzato nel nuoto di fondo, dove ha vinto quattro titoli mondiali. È stato il primo uomo italiano a vincere una medaglia d'oro individuale ai campionati del mondo nel fondo.

## Carriera
Nel 1997 entra nelle fiamme gialle e debutta ai campionati europei di Siviglia dove ha vinto la medaglia di bronzo nei 5 km e ha contribuito alla vittoria dell'Italia nella classifica a squadre di fondo. Nello stesso anno ha partecipato alle Universiadi di Sicilia. Nel 1998 partecipa ai suoi primi campionati mondiali, a Perth, e nella città australiana arrivano le sue prime medaglie mondiali: terzo nella 5 km individuale e in quella a squadre. Quell'anno ha vinto anche i suoi primi campionati italiani assoluti: i 5000 metri in vasca e i 5 km di fondo.
È tornato sul podio dei campionati italiani nel 2000, primo nei 5 km di fondo; agli europei di luglio ad Helsinki arriva la sua prima medaglia d'oro, vinta battendo Fabio Venturini nei 5 km. Ma i successi non sono ancora finiti per quell'anno: a fine ottobre si svolgono i primi campionati del mondo dedicati solo alle gare di fondo ad Honolulu, nelle isole Hawaii. Nella 5 km Luca è terzo perdendo lo sprint all'arrivo con David Meca, ma nella classifica a squadre vince il suo primo titolo mondiale con Viola Valli e Venturini.
Ha partecipato a luglio 2001 alle universiadi di Pechino nelle gare in vasca vincendo l'argento nei 1500 m stile libero e vinto per la prima volta il titolo italiano di fondo nei 10 km, però l'evento più importante quell'anno sono i mondiali di Fukuoka: nella sua gara preferita precede Evgeni Bezruchenko di quasi un minuto e vince la sua prima medaglia d'oro individuale ai mondiali. L'anno dopo ci sono ancora gli europei a fine luglio e i mondiali di fondo a settembre; per Luca è stato un anno di grandi successi, a Berlino vince ancora l'oro nei 5 km distanziando Thomas Lurz di 49 secondi e anche il bronzo nella 10 km. Ai mondiali di Sharm el Sheikh vince ancora la gara dei 5 km individuale battendo Stefano Rubaudo e la gara a squadre con Rubaudo e Viola Valli.
Nel giugno del 2003 la sua carriera è stata interrotta a causa di problemi cardiaci che gli hanno impedito di partecipare ai mondiali di Barcellona. Oggi è allenatore della sezione giovanile di nuoto delle Fiamme Gialle.

## Palmarès
| Campionati del mondo        | 5 km individuale | 10 km individuale | 5 km a squadre                     |
| 1998 Perth Australia        | Bronzo 55'37"4   | ---               | Bronzo 2h 51'41"6                  |
| 2001 Fukuoka Giappone       | Oro 55'37"       | ---               | ---                                |
| Mondiali di fondo           | 5 km individuale | 10 km individuale | 5 km a squadre                     |
| 2000 Honolulu Stati Uniti   | Bronzo 59'20"86  | ---               | Oro: 3h 01'24"74 frazione:59'20"86 |
| 2002 Sharm el Sheikh Egitto | Oro 51'49"78     | ---               | Oro: 2h 40'32" frazione: 51'49"78  |
| Campionati europei          | 5 km individuale | 10 km individuale | ---                                |
| 1997 Siviglia Spagna        | Bronzo 56'19"    | ---               | ---                                |
| 1999 Istanbul Turchia       | 4º 59'48"5       | ---               | ---                                |
| 2000 Helsinki Finlandia     | Oro 55'13"1      | ---               | ---                                |
| 2002 Berlino Germania       | Oro 55'35"6      | Bronzo 1h 56'04"2 | ---                                |
| Universiadi                 | 800 m st. libero | 1500 m st. libero | ---                                |
| 2001 Pechino Cina           | 4º 8'03"13       | Argento 15'16"14  | ---                                |

Ai risultati elencati nel palmarès se ne possono aggiungere tre: ai mondiali del 2000, ad Honolulu, la classifica maschile a punti è stata vinta dalla squadra russa con 80 punti, davanti alla Spagna (50) ed all'Italia (46); ai Campionati mondiali di nuoto 2001, a Fukuoka, in Giappone, la classifica a punti (unificata per maschi e femmine) è stata: Russia prima con 115 punti, Italia (113) seconda e Germania (86) terza.
Infine ai mondiali del 2002, a Sharm el Sheikh, in Egitto, l'Italia ha vinto di nuovo la classifica con 116 punti davanti a Germania (114)  e Russia (105); tutti risultati ottenuti grazie anche ai risultati di Luca.

### Altre competizioni
- Giochi mondiali militari

Zagabria 1999: argento nella 5 km di fondo.
- Vincitore della Coppa LEN nel 2000 e nel 2002.

### Campionati italiani
7 titoli individuali, così ripartiti:
- 2 nei 5000 m stile libero
- 3 nei 5 km di fondo
- 2 nei 10 km di fondo

nd = non disputati
| Anno | Edizione    | st.libero 400 m | st.libero 1500 m | st.libero 5000 m | st.libero 4×200 m |
| ---- | ----------- | --------------- | ---------------- | ---------------- | ----------------- |
| 1997 | Estivi      | -               | 2                | nd               | -                 |
| 1998 | Primaverili | 3               | 2                | 1                | 3                 |
| 1998 | Estivi      | -               | 2                | nd               | 3                 |
| 1999 | Primaverili | -               | -                | -                | 2                 |
| 2000 | Primaverili | -               | -                | 3                | 3                 |
| 2000 | Estivi      | -               | -                | nd               | 2                 |
| 2001 | Primaverili | -               | -                | 2                | -                 |
| 2002 | Primaverili | -               | 3                | 1                | -                 |
| 2002 | Invernali   | -               | 3                | nd               | nd                |

edizioni in acque libere
| Anno | Edizione | fondo 5 km | fondo 10 km |
| ---- | -------- | ---------- | ----------- |
| 1998 | Fondo    | 1          | nd          |
| 2000 | Fondo    | 1          | nd          |
| 2001 | Fondo    | -          | 1           |
| 2002 | Fondo    | 1          | 1           |